# 邓映易
邓映易（1920年9月17日—2004年11月1日），中国歌曲译配家、音乐教育家、山西大学音乐学院教授，原籍湖南湘乡。她曾译配过贝多芬、舒伯特、舒曼、马勒等的音乐作品。
于2004年11月1日13时55分因病在太原逝世，享年84歲。安葬於太原市天龍山仙居園陵園內。